# Anthomastus tahinodus
Anthomastus tahinodus är en korallart som beskrevs av Jean-Loup d'Hondt 1988. Anthomastus tahinodus ingår i släktet Anthomastus och familjen läderkoraller. Inga underarter finns listade i Catalogue of Life.